# Помазание на царство

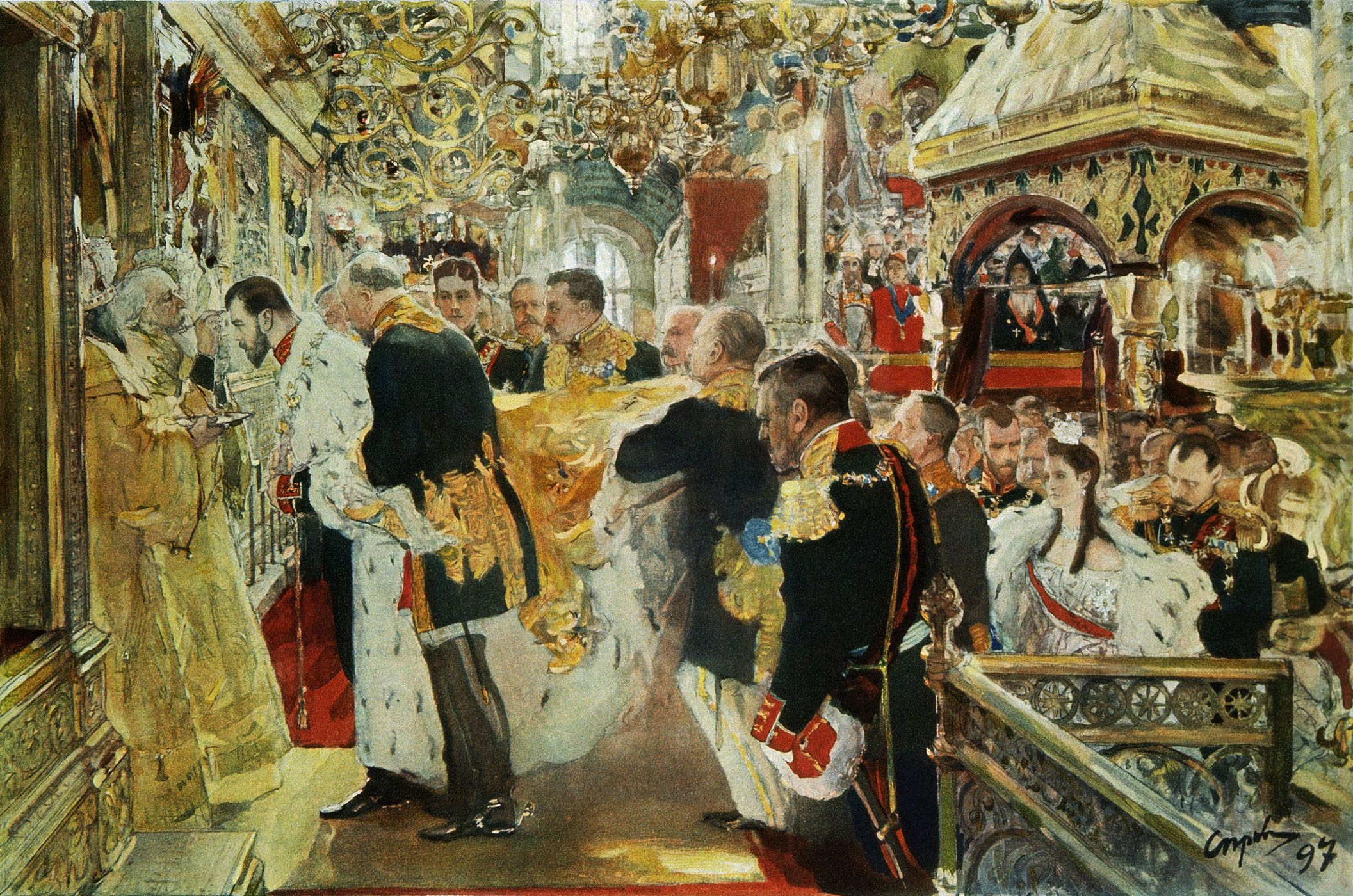
Валентин Серов. Миропомазание Николая II. 1896

Пома́зание на ца́рство — в православии, католицизме и англиканстве обряд, в котором вступающий на трон монарх (император, царь, король) помазывается миром или елеем с целью преподания ему даров Святого Духа, нужных для управления страной. Помазание обычно включалось в состав сложного богослужебного чина коронации.

## Помазание на царство в Ветхом Завете
В Библии помазание елеем выступает как символ сообщения человеку высших даров и применялось при возведении на высшее ответственное служение — первосвященника, пророка и царя.
Первый библейский пример такого помазания представляет история возведения Аарона в сан первосвященника (Исх. 28:41). Неоднократно в Ветхом Завете встречаются указания на помазание царей (например, Саула и Давида, пророком Самуилом), так что впоследствии самое выражение «помазание на царство» сделалось обычным при восшествии царя на престол. Пророки, как высшие служители правды, также помазывались на своё служение (например, Илия помазал своего преемника Елисея — 3Цар. 19:16). Нередко в Священном Писании такие личности именуются "Помазанниками" (др.-евр. Машиах, Мессия): 1Цар. 12:5, 1Цар. 16:6 "И когда они пришли, он, увидев Елиава, сказал: верно, сей пред Господом помазанник Его!" и др.

## Помазание на царство в Средние века
В Византии и последующей православной традиции употреблялось помазание миром, в западном христианстве оно со временем было заменено из благоговения перед святостью мира на помазание освященным елеем, чаще всего так называемым «елеем оглашенных». Короли Франции (вплоть до Карла Х в 1824 году) помазывались особым миром, в которое добавлялось небольшое количества мира из «Святой Ампулы», принесенной, по легенде, голубкой с небес во время коронации Хлодвига в 496 году. В развитом византийском и русском чине венчания на царство миропомазание происходило после коронации, во время последующей литургии (перед причащением), в то время как в западных чинопоследованиях (включая сохранившийся со Средних веков чин коронования английских королей) оно предшествует коронации.

## В православии
В православии обряд проводил патриарх (или первенствующий митрополит в синодальный период). При коронации русских царей и императоров во время помазания использовалась так называемая «августова крабица» — сосуд, по преданию, присланный в дар великому князя Владимиру Мономаху. По преданию, крабица принадлежала римскому императору Октавиану Августу.
По словам священника Илии Соловьёва: «помазание на царство традиционно рассматривалось в Византии как ограничение прав императора нормой христианского закона, то есть император, приняв помазание от Церкви, церковное благословение, уже не мог иметь, предположим, несколько жен, не мог творить неправый суд, не мог предаваться незаконным увеселениям, ристалищам и так далее. С течением времени, и особенно у нас в России, помазание стало рассматриваться совершенно иначе — оно стало рассматриваться как предоставление императору каких-то прав по управлению Церковью».

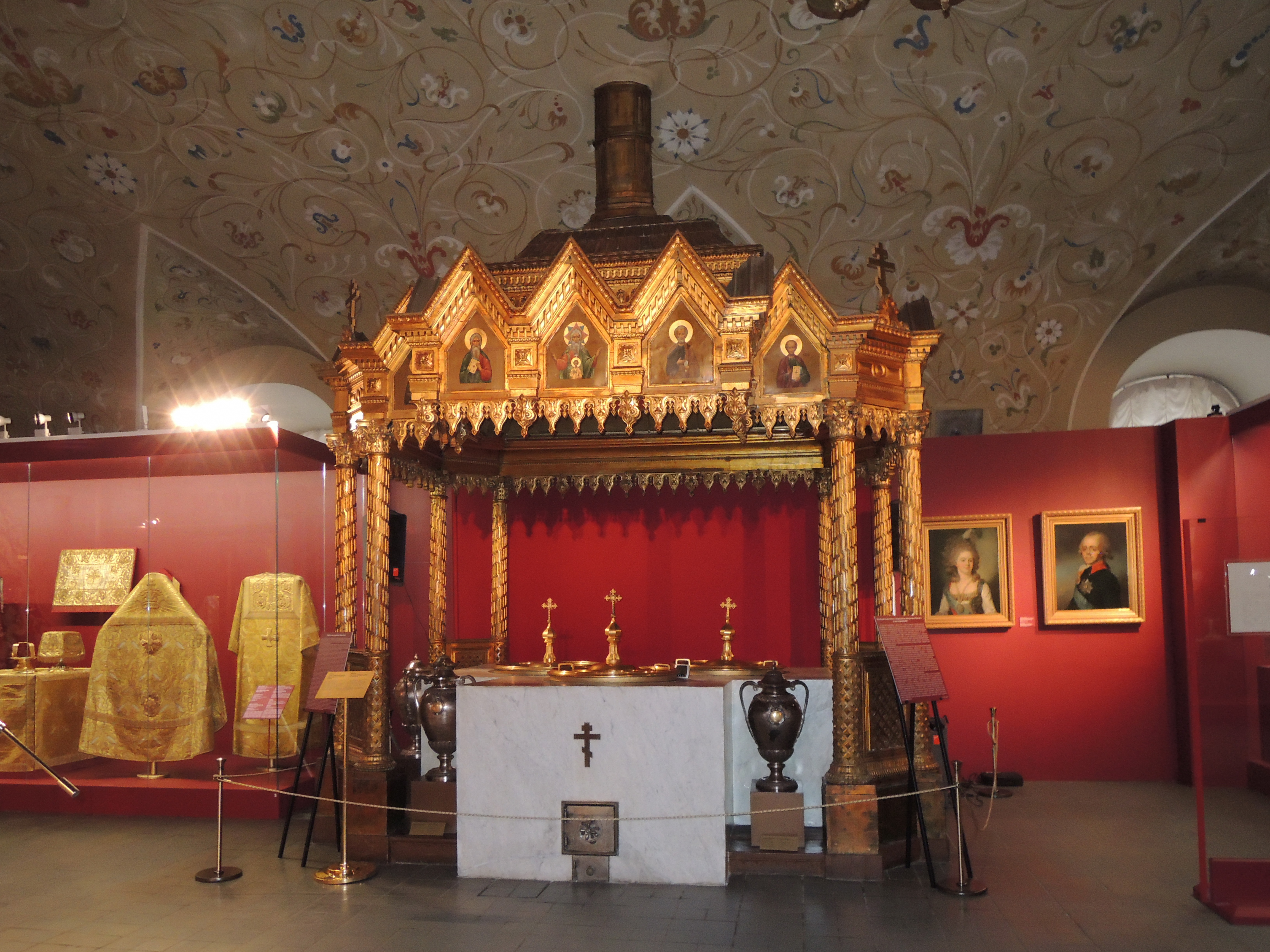
Печь для мироварения в Мироваренной палате Патриаршей резиденции Кремля.
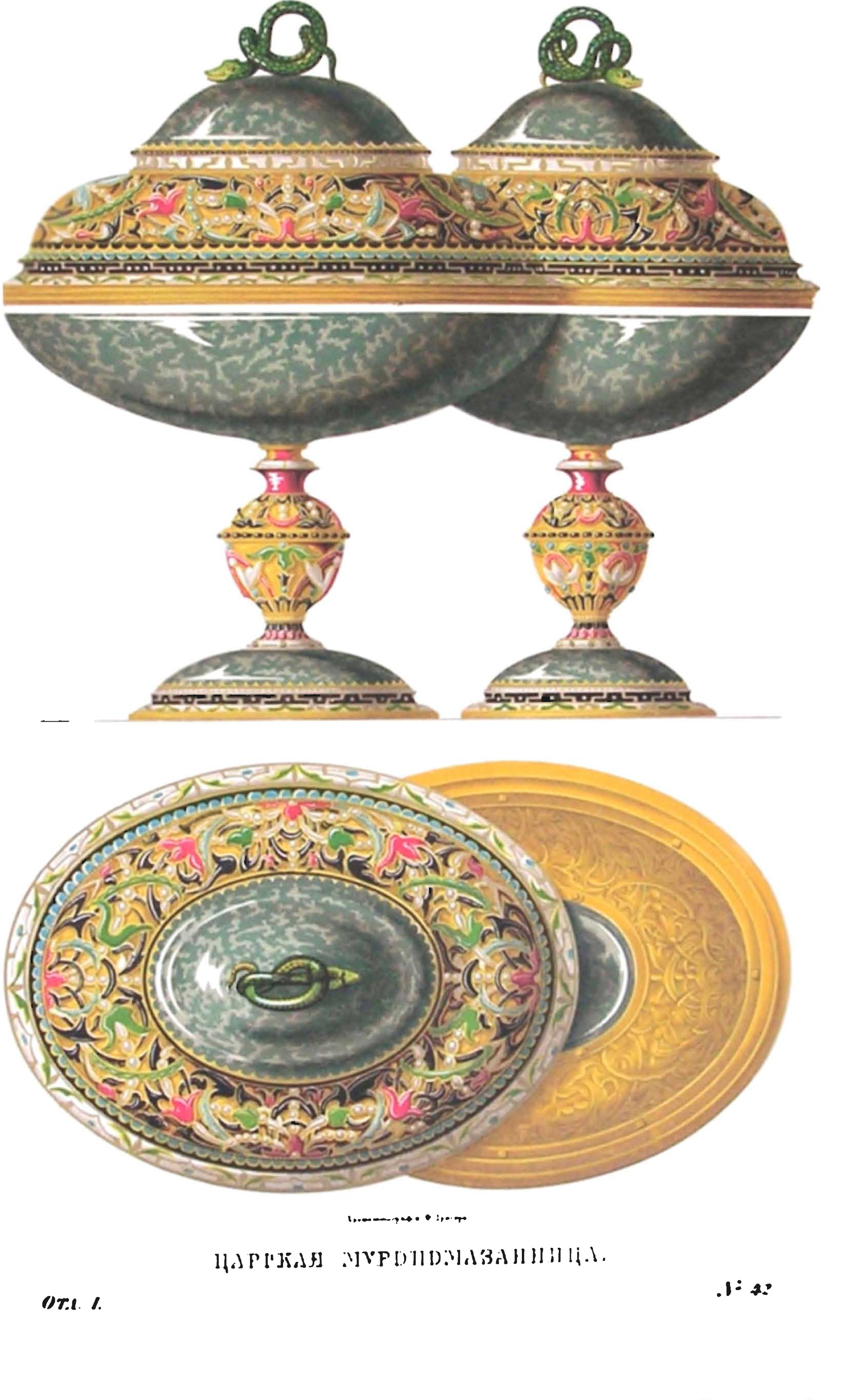
Августова крабица.
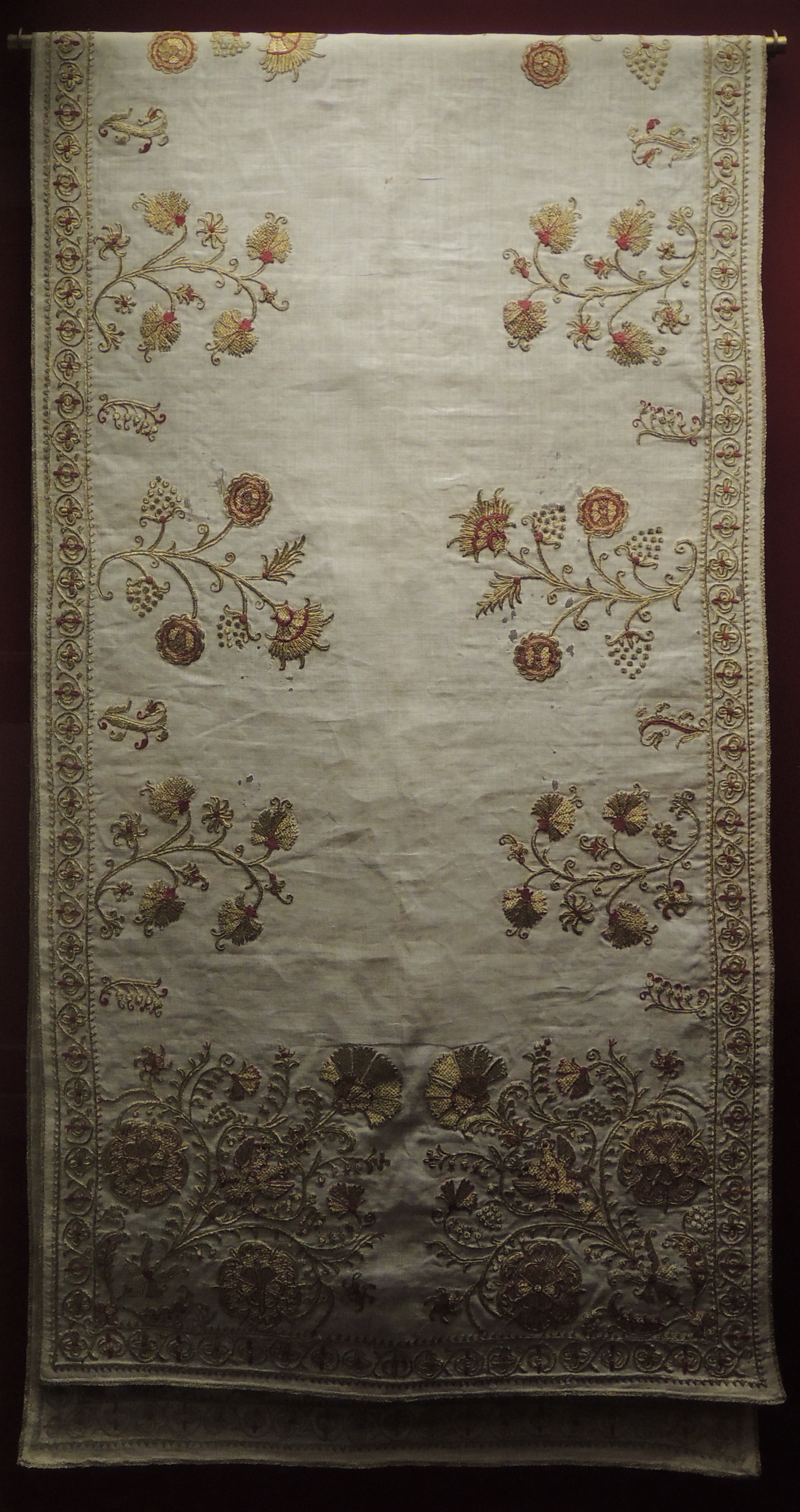
Полотенце. Москва, мастерские Кремля (?), XVII век. По совершении обряда миропомазания царь в течение 7 дней не должен был умываться и менять платье, имея возможность лишь «утираться» этим полотенцем.
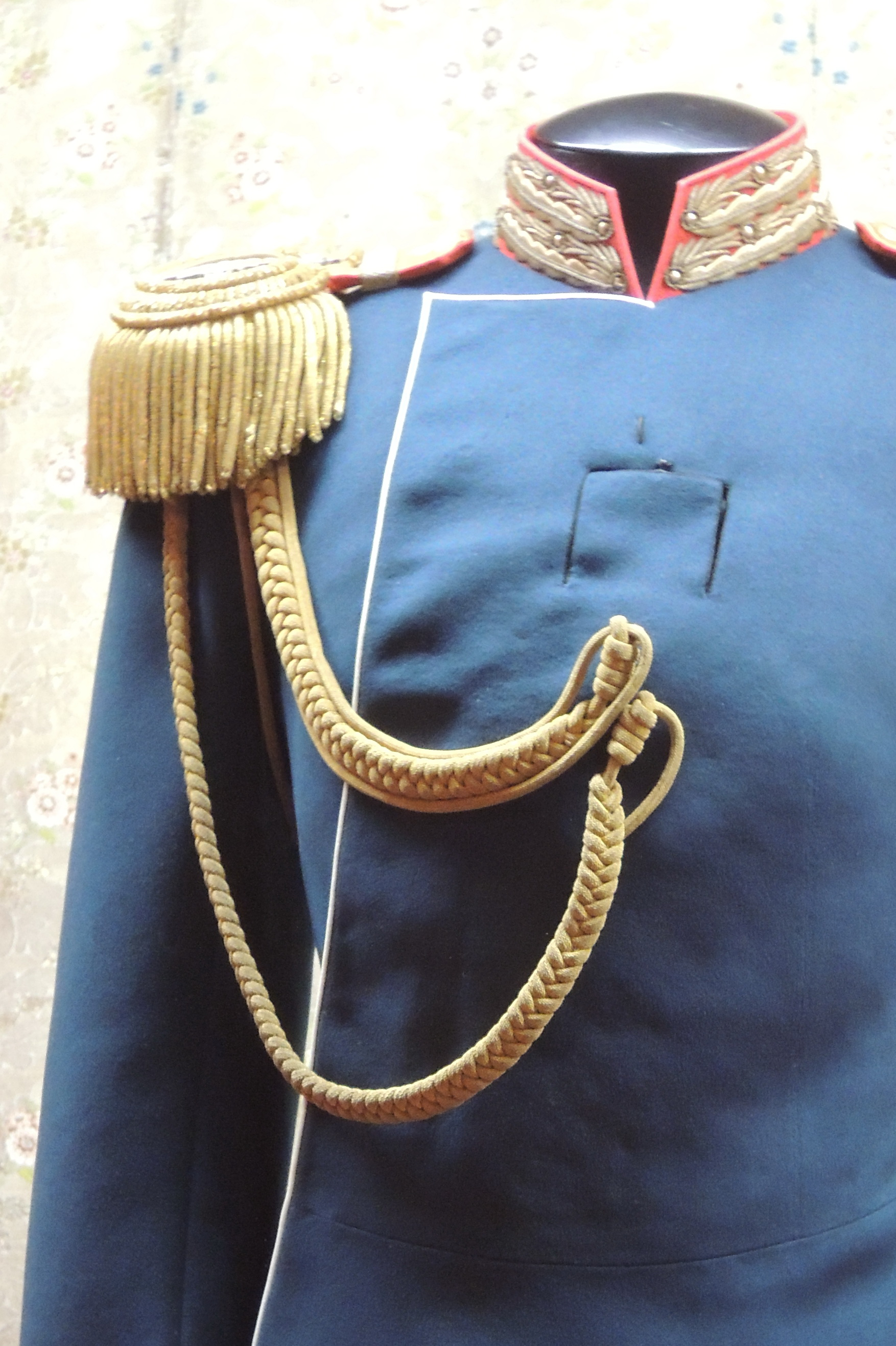
Мундир Николая II для коронования с откидным клапаном для помазания груди.